# Семенец, Владимир Иванович
Владимир Иванович Семенец (9 января 1950, Вольск Саратовская область, РСФСР, СССР) — советский велогонщик, экс-рекордсмен СССР в гите на 1 км (1968), Олимпийский чемпион 1972.
Заслуженный мастер спорта СССР по велоспорту (1972).

## Биография
Заниматься велоспортом начал в Германии, позже — уже в Одессе — в 14-летнем возрасте попал в секцию лёгкой атлетики в группу Владимира Кацмана, в которой тренировался вместе Николаем Авиловым. В 15-летнем возрасте перешёл в велотрек к тренеру Владимиру Кейнеману, а спустя год к Александру Зайдману, под руководством которого в 1968 году стал рекордсменом СССР в гите на 1 км, а в 1970 году — бронзовым призёром чемпионата мира в командной гонке преследования на 4000 м.
Долгое время выступал как спринтер.
В 1971 году впервые выигрывает чемпионат СССР в гонках на тандемах. В этой дисциплине ему и его напарнику Игорю Целовальникову в Союзе не было равных на протяжении последующих шести лет. За это время успел завоевать ещё три титула чемпиона СССР, четырежды становился серебряным призёром мировых первенств, а в 1972 году вместе с Целовальниковым завоевал золото на Олимпийских играх в Мюнхене.
В течение всей спортивной карьеры защищал цвета общества «Динамо» — до 1973 года Одессы и Киева, с 1973 года — Ленинграда.
В 1975 году окончил Киевский ГИФК, преподаватель.
На Чемпионате мира по велогонкам на треке 1976 года в Монтерони-ди-Лечче (Италия) занял третье место в тандеме с Анатолием Яблуновским.
В настоящий момент проживает в Санкт-Петербурге. Преподаёт в Национальном государственном университете физкультуры, спорта и здоровья имени П. Ф. Лесгафта.

## Награды
- Орден «Знак Почёта».